# تپه قارپوزآباد
تپه قارپوز آباد مربوط به دوره ساسانیان تا سدهٔ ۴ و ۵ ه.ق است و در شهرستان نظرآباد، بخش مرکزی، دهستان احمدآباد، روستای قارپوزآباد واقع شده و این اثر در تاریخ ۲۷ آبان ۱۳۸۶ با شمارهٔ ثبت ۲۰۲۵۶ به‌عنوان یکی از آثار ملی ایران به ثبت رسیده است.